# Collybie radicante
Hymenopellis radicata
Espèce
Hymenopellis radicata, la Collybie radicante, est une espèce de champignons (Fungi) Agaricomycetes du genre Hymenopellis et de la famille des Physalacriaceae. Elle est connue au XXe siècle sous les noms Xerula radicata et Oudemansiella radicata. Il s'agit d'un grand champignon  élancé cosmopolite au chapeau visqueux puis ridé, aux lames espacées et au pied coriace qui se prolonge en une longue racine greffée sur celle d'arbres feuillus tels que le Hêtre.

## Description

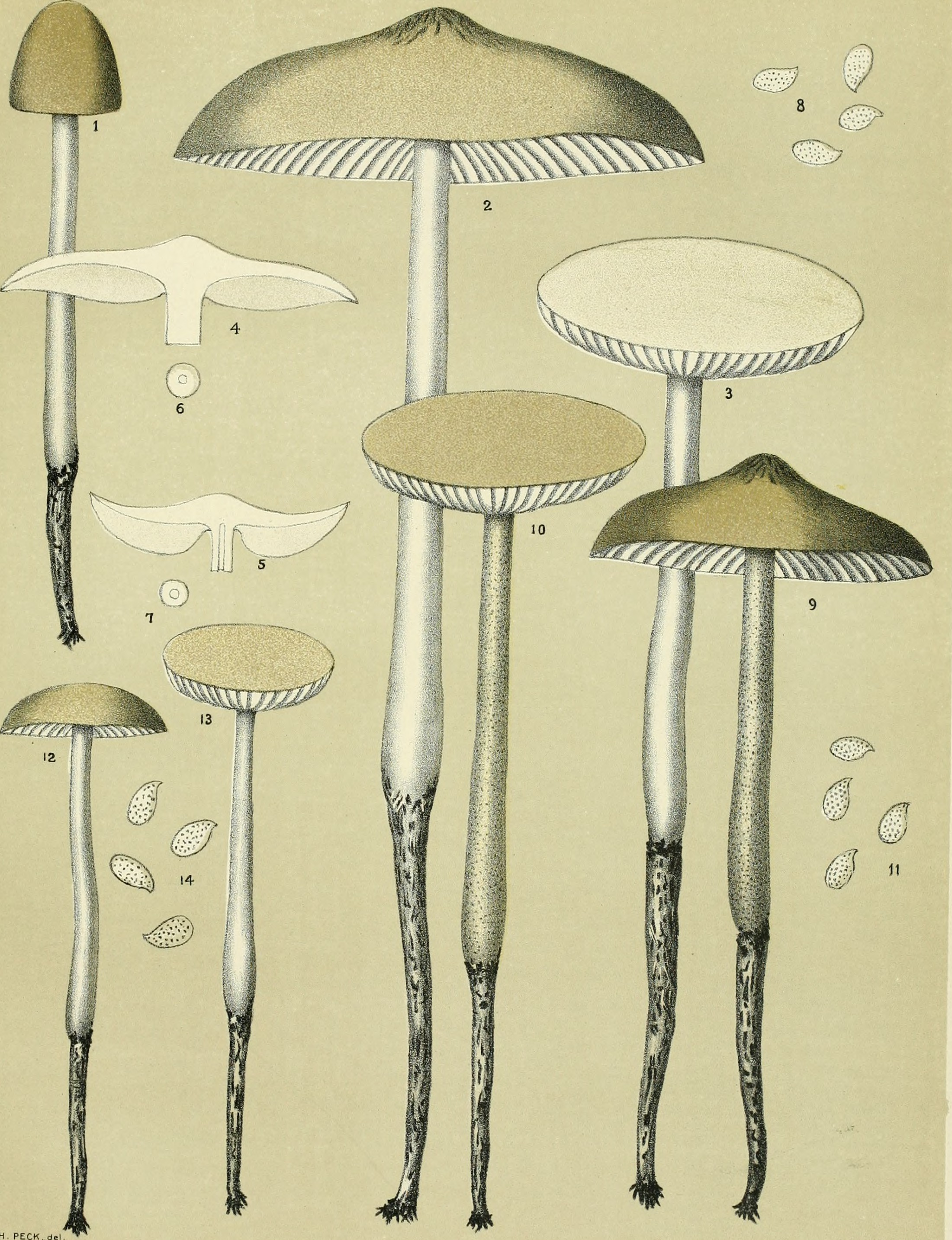
Hymenopellis radicata, la Collybie radicante

La Collybie radicante produit un sporophore au chapeau mesurant de 3 à 15 cm de diamètre, sec devenant visqueux par temps humide, lisse à l'état jeune puis se veinant et se ridant radialement en vieillissant tout en se mamelonnant légèrement. Il est généralement de couleur brun noisette à beige, mais parfois totalement blanc. Ses lamelles, adnées à échancrées, sont espacées et colorées de blanc devenant crème avec le temps, parfois brunissant au niveau des arêtes. Son pied, coriace, élancé, torsadé et creux mesure généralement de 6 à 20 cm de long pour 0,3 à 2 cm d'épaisseur, mais peut parfois mesurer jusqu'à 50 cm de haut. Il est coloré de blanc, surtout au sommet, puis prend une couleur ocre brunâtre avec l'âge. Renflé au niveau du collet, il est prolongé par une racine profondément enfouie, souvent plus longue que le pied. Sa chair blanche développe une odeur faible et une saveur douce,,,. 
Ses spores, ovoïdes à ellipsoïdes, mesurent de 13 à 16,5 μm de long pour 9 à 11 μm de large. Sa sporée est blanche. Ses lamelles sont composées de très nombreuses cystides que ce soit sur leurs arêtes (cheilocystides) ou sur leurs faces (pleurocystides). Elles sont de tailles variables, parfois à paroi épaissie, clavées, utriformes ou fusiformes et ornées d'incrustations brunes. La cuticule de son chapeau est hyméniforme et comporte également des cystides sphériques et pédonculées. Les boucles de conjugaison sont présentes.
Il existe des variantes au chapeau de couleur gris ou blanc, rose au niveau des lames ou encore aux spores plus cylindracées

Hymenopellis radicata, la Collybie radicante
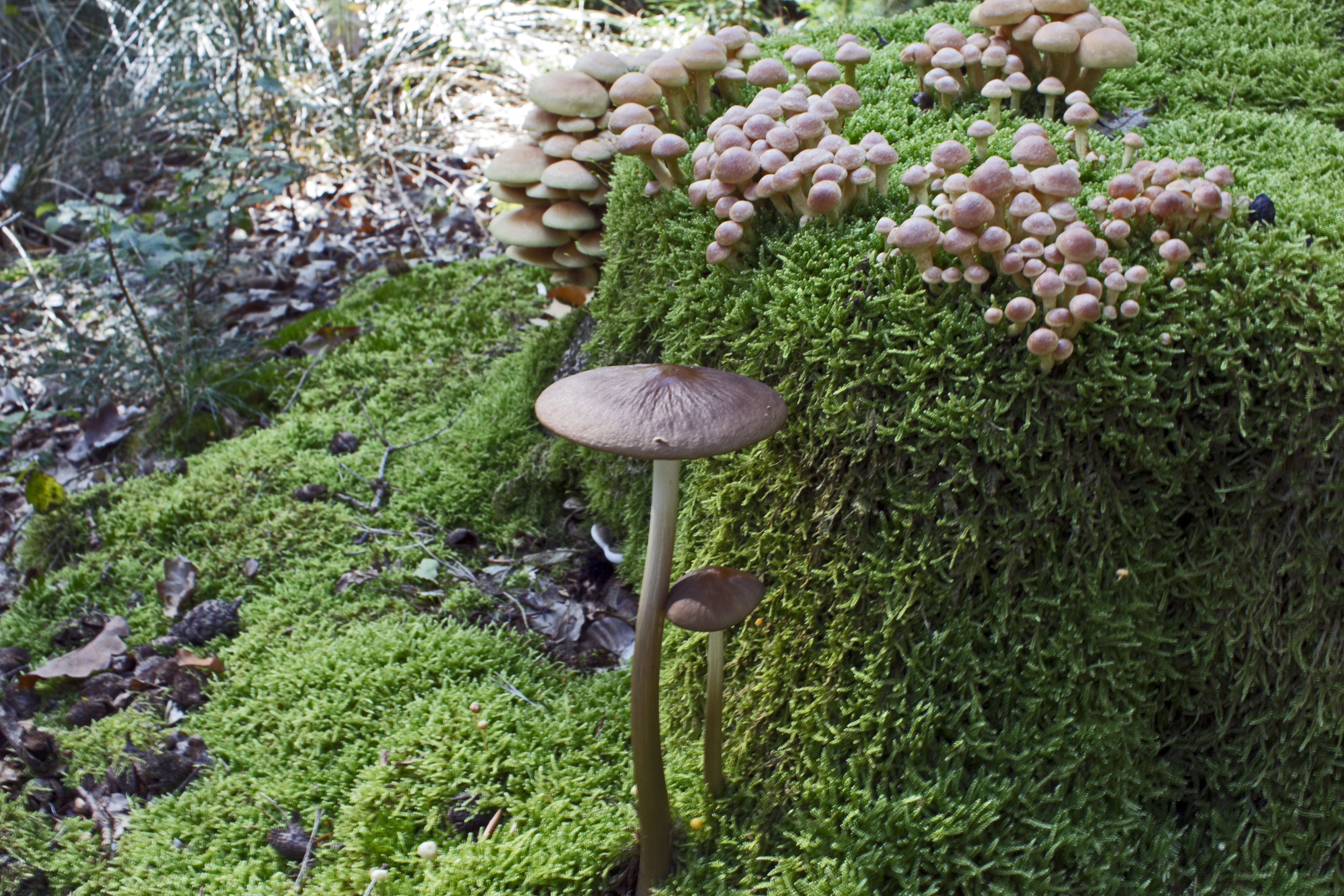
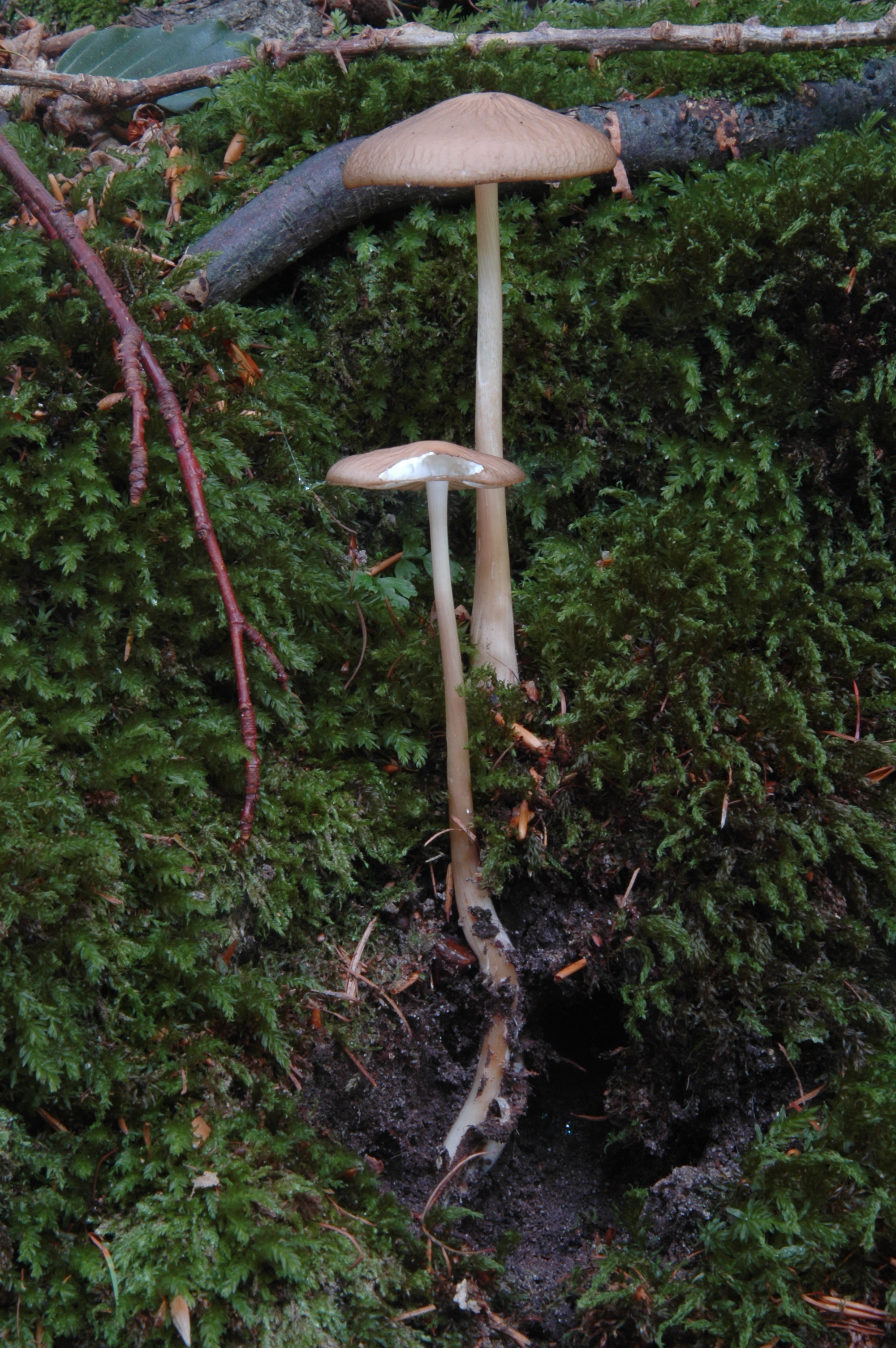
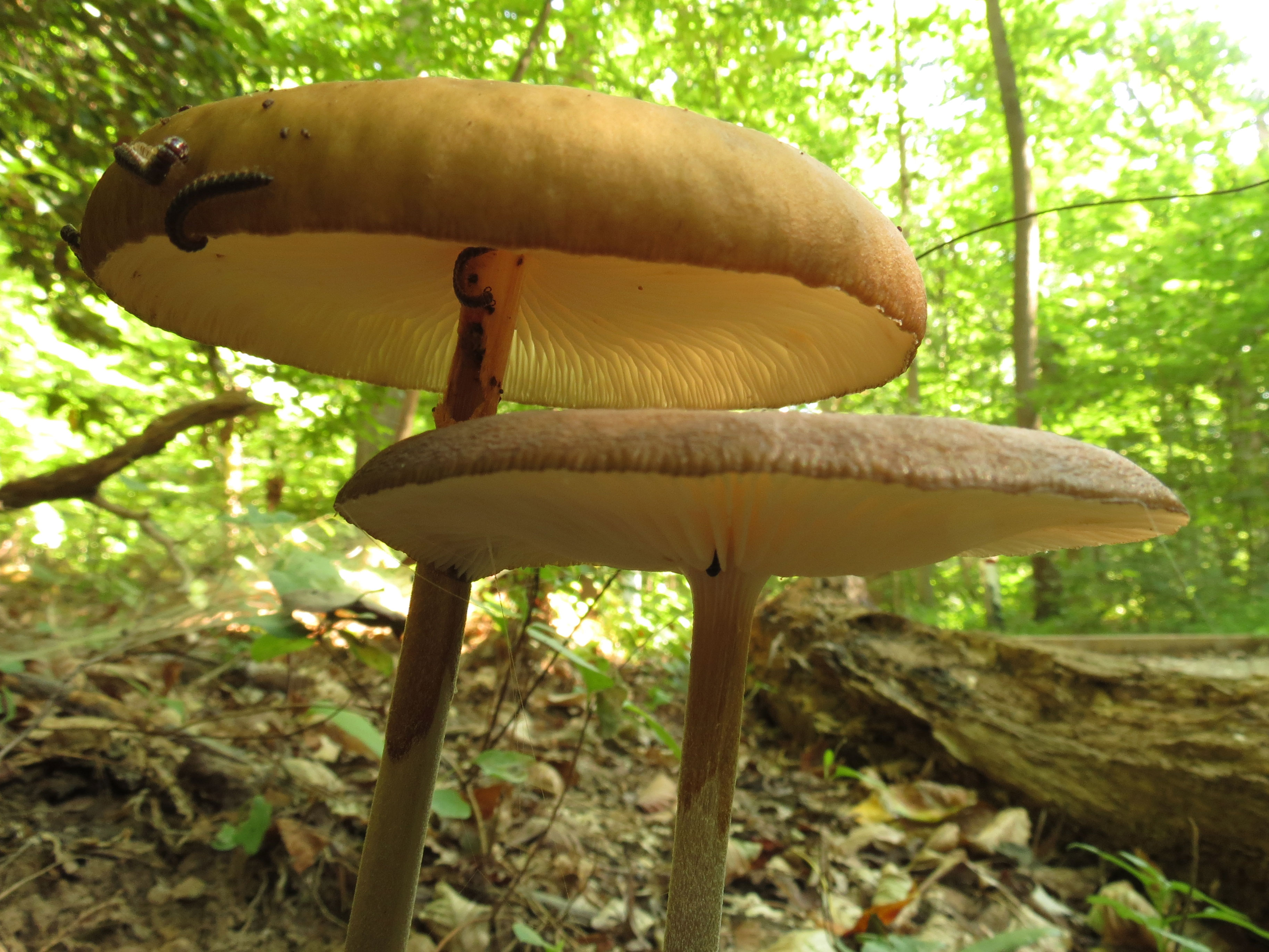
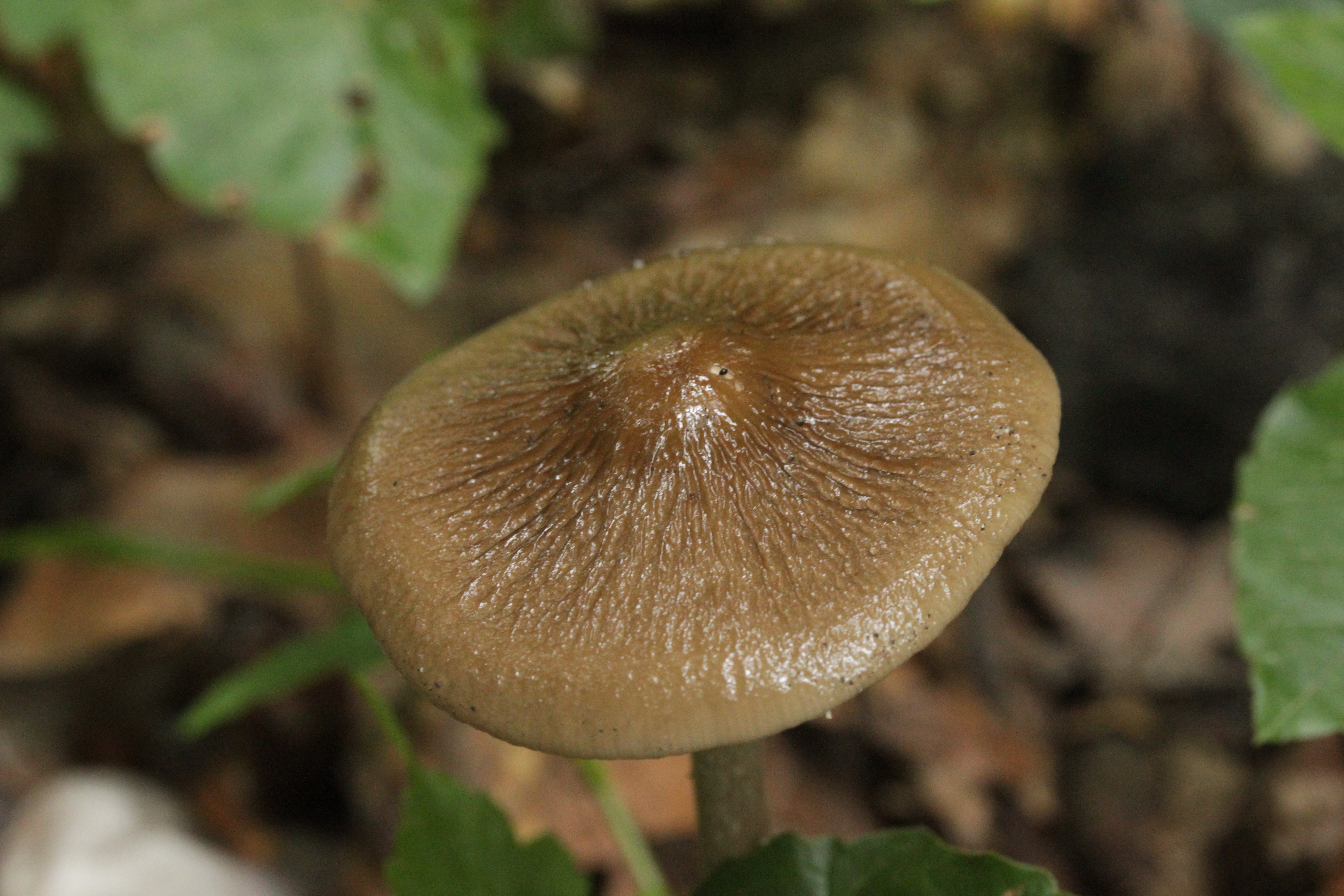
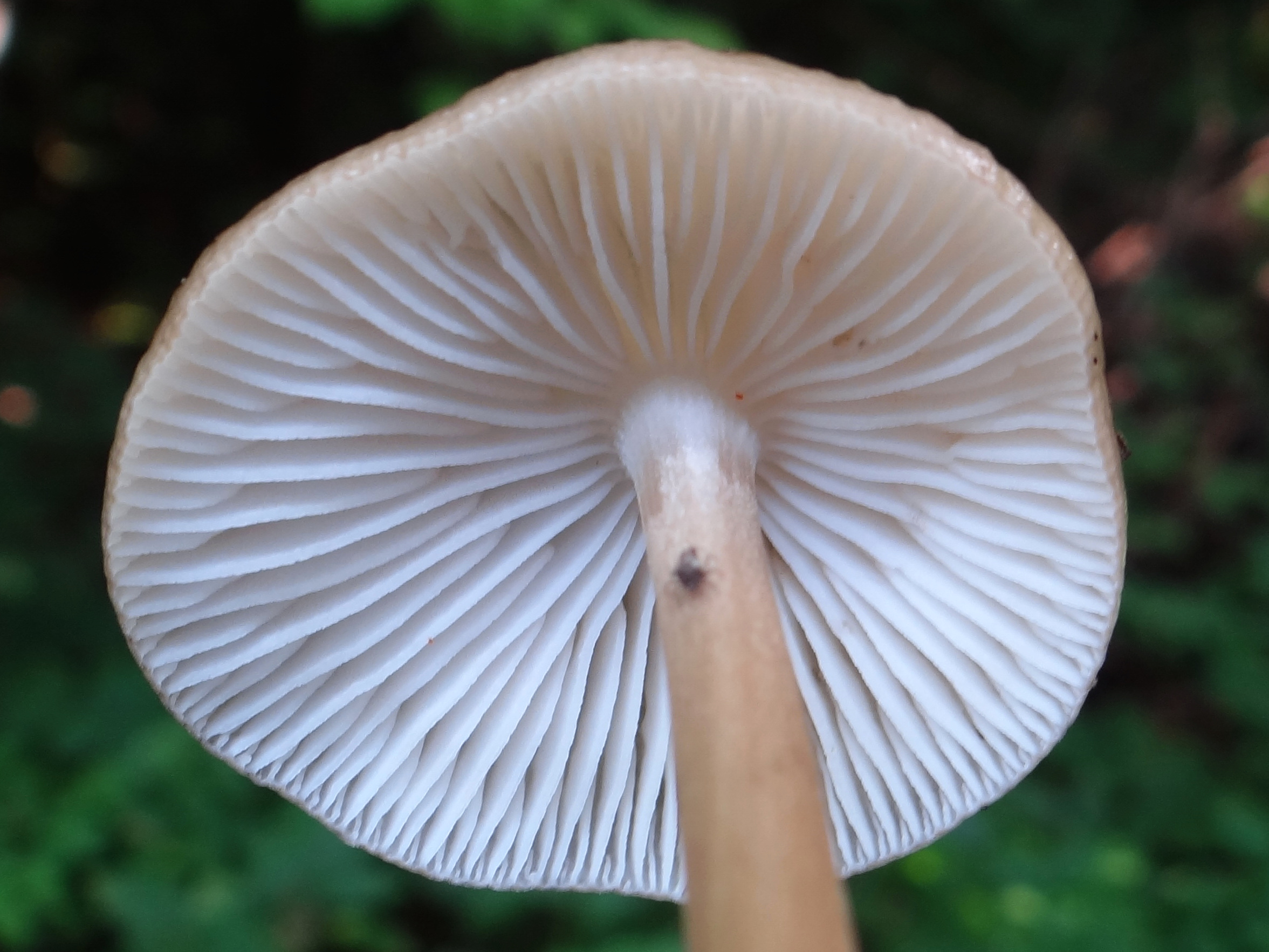
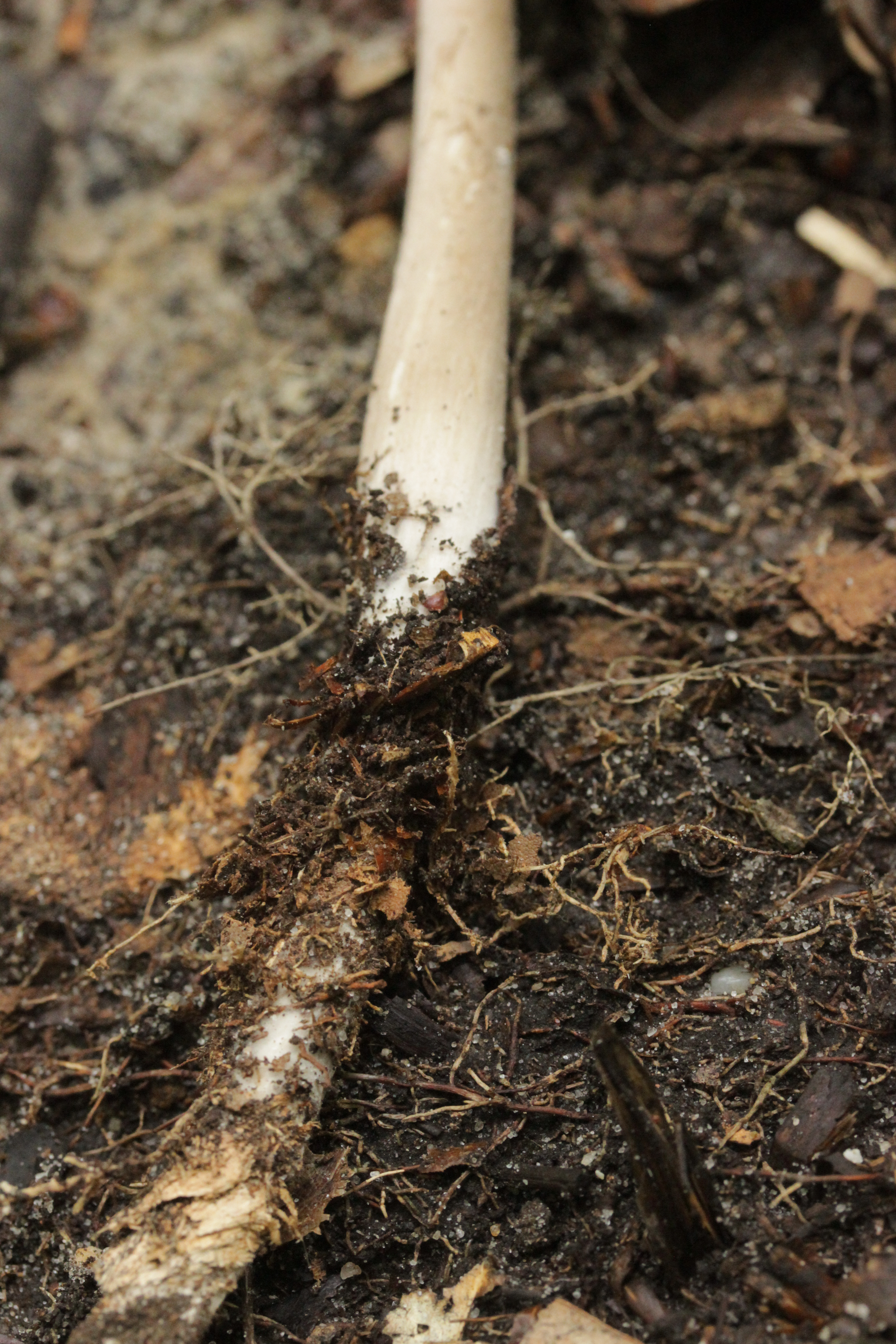

## Confusions possibles
La Collybie radicante se reconnaît à sa racine, mais cette dernière est assez fragile et casse parfois à la récolte ou est trop petite pour être caractéristique. Elle sera alors déterminée par sa forme élancée, son chapeau visqueux puis ridé, ses lames espacées et son pied coriace. 
Il est possible de la confondre avec la Collybie à lames larges (Megacollybia platyphylla) dont le pied est nettement plus épais, non radicant et possède à sa base des cordons mycéliens blancs d'1 à 2 mm d'épais. De même, Hydropus subalpinus est similaire et se rencontre également dans les hêtraies ; il est généralement plus petit, son chapeau est ni visqueux, ni ridé et son pied est fin, translucide non radicant et sécrète un liquide à la blessure.
La Collybie radicante est proche de la Collybie méditerranéenne (Laccariopsis mediterranea), au chapeau brun-roux, qui pousse dans les dunes sableuses, greffée sur les racines d’Oyat.

## Écologie et répartition
La Collybie radicante est une espèce estivale et automnale qui apprécie les feuillus, principalement le Hêtre ; sa longue racine étant greffée sur celle de son arbre hôte ou sur du bois en décomposition enfoui. De façon anecdotique, elle est également mentionnée sur l'Épicéa. 
Cette espèce est présente sur l'ensemble de l'écozone holarctique où elle est commune en Europe et rare en Amérique du Nord. Elle est également présente en australasie.

## Taxonomie
La première description officielle de cette espèce remonte à Richard Relhan, qui la décrit sous le nom Agaricus radicatus dans le premier supplément de 1786 de son ouvrage principal « Flora cantabrigiensis - exhibens plantas agro cantabrigiensi indigenas, secundum systema sexuale digestas ».
Depuis, l'espèce a été placée dans plusieurs genres, dont Oudemansiella et Xerula. En 2010, elle est incluse dans le genre Hymenipellis qui se caractérise par la présence de cystides sur la cuticule du chapeau et sur l'hyménium. « Hymenipellis » provient du latin hymenium et pellis (« fourrure »), en raison de ses  très nombreuses cystides. Il s'agit de la seule espèce européenne du genre.
En français, l'espèce est nommée « Collybie radicante », « Collybie à pied radicant » et « Mucicule radicante », des héritages d'anciennes vulgarisations scientifiques.

## Synonymie
Hymenopellis radicata a pour synonymes :
- Agaricus radicatus Relhan, 1786 (basionyme)
- Oudemansiella radicata (Relhan) Singer, 1936
- Collybia radicata (Relhan) P. Kumm., 1871
- Mucidula radicata (Relhan) Boursier, 1924
- Xerula radicata (Relhan) Dörfelt, 1975
- Gymnopus radicatus (Relhan) Gray, 1821
- Collybia radicans P. Kumm., 1871
- Oudemansiella pseudoradicata M.M. Moser, 1955